# 朝鲜民主主义人民共和国人口贩运
朝鲜人口贩运的目标包括男性、女性和儿童，贩运者会强迫被贩运人劳动和/或賣淫。

## 按性质分类的人口贩运

### 妇女和女孩
最常见的人口贩卖对象包括被迫在中国大陆结婚或卖淫的朝鲜女性公民。来自朝鲜的妇女和女孩通常在中介的帮助下前往中国谋求食物、工作、自由和更好的生活前景。在华朝鲜族或汉族及朝鲜公民（通常是男性）一同在中朝边境经营一个巨大的贩运网络，据称他们在中国与朝鲜边防部队合作，吸收妇女前来中国结婚或卖淫。
朝鲜妇女几经转手，期间有多个经纪人介入。在某些情况下，朋友、邻居和村里的熟人将她们转交给人贩子。一些自行前往中国的朝鲜妇女在入境时被人贩子引诱、下药或绑架。其他人即使得到了工作，在后期也会被强迫结婚（结婚对象多为中國朝鮮族），亦或被强迫在妓院或互联网卖淫。在1990年代，一名女性朝鲜人的价格约合三千美元。据一个世界青年领袖峰会的朴妍美称，2014年，一名女性朝鲜人的售价已经下降到两百美元每人。
没有可靠来源能证实有多少朝鲜公民为人口贩运的受害者，但他们在中国身为可能遭遣返的经济移民，使他们极易成为人贩子物色的目标。北京方面在2008年北京奥运前夕就对跨境非法移民进行了打击，并且执法力度在整个2009年依然不减。报告显示，朝鲜边防人员为非法越境提供便利，而其中尤其以收受贩运者或专业越境者的贿赂为甚。

### 强迫劳动
在朝鲜，强迫劳动是该国政治迫害的一部分。朝鲜公民无权决定他们的工作单位，就业完全受到政府的控制。2009年4月至9月，政府发起了“一百五十日战斗”运动，当局要求延长公民的工作时间并提高生产目标，并按政府要求安排生产方案（例如修路）以发展经济。而在这场运动开始不久前才刚刚结束了“百日战斗”。
朝鲜政府直接强迫被关押在集中营的囚犯劳动。预计有十五万至二十万人被关押在该国偏远地区的集中营；其中许多囚犯尚未被正式定罪。集中营中的囚犯（包括儿童）都被强迫在恶劣条件下长时间从事伐木、采矿、耕作等生产活动。报告表明，政治犯的待遇非常糟糕，食物或医疗方面很难得到保障，他们还可能被施以酷刑；许多囚犯预计难以生还。而其中的许多人死于恶劣的劳动条件、饥饿、殴打、医疗护理缺失及恶劣卫生条件。

### 被派往国外的朝鲜工人

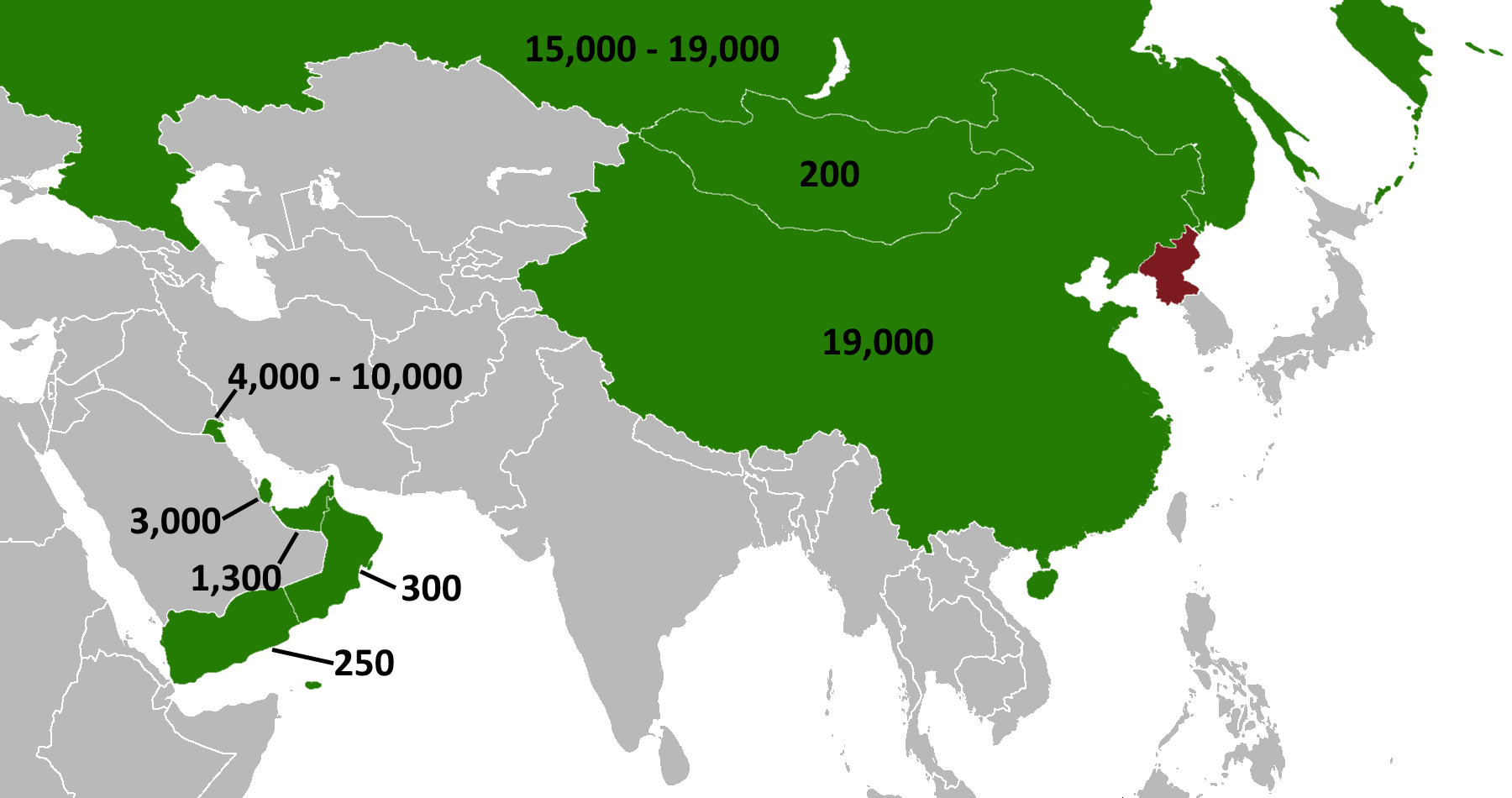
亚洲的朝鲜籍移民工人数量

朝鲜政府与外国政府签订双边合同（包括俄罗斯、非洲、中欧和东欧、东亚和东南亚（包括蒙古）和中东诸国）并派遣劳工。有可靠的报道称，许多被该政权根据这些合同派往国外的朝鲜工人遭到强迫劳动，他们的行动和通讯不断受到朝鲜政府派出的“监视者”的掌控。
有可靠的报道称，他们被警告如果试图脱逃或向外界告密，将面临政府对他们（或其亲属）实施報復的威胁。工人的工资存入朝鲜政府控制的账户，而其中的绝大部分被政府克扣，再加上各种以“自愿”为幌子的苛捐杂税，工人只能得到一小部分钱。
据估计，数万名朝鲜工人受雇于俄罗斯伐木营地，据报道，他们每年只能休息两天，如果效益不达标，他们将面临惩罚。据报道，一些在俄罗斯受雇的朝鲜工人的工资被克扣直到他们归国，这是朝鲜当局强迫他们劳动的一种胁迫方式。在朝鲜境内与外国投资者合资的朝鲜工人的雇用安排与适用于海外合同工人的安排相似。
自金正恩2011年上任朝鲜最高领导人以来，为了获取外汇和绕过国际制裁，朝鲜开始大量外派劳工。2012年估计有六十至六十五万名朝鲜人被派往四十多个国家（地区）工作，而到2015年，朝鲜外派劳改数量估计达到十万人。有消息来源称，2016年朝鲜每年从派遣到国外的工人那里赚取十六亿英镑（合二十三亿美元），而另一个消息来源则称朝鲜当局从他们榨取到了十亿英镑（合十三亿美元）的收入。
鉴于朝鲜于2017年发射弹道导弹，联合国安理会一致批准对朝鲜实施制裁，包括在24个月内遣返所有海外朝鲜劳工。但到2019年12月，一些国家仍未按时将他们遣返。因此，联合国安理会将最后期限定为2019年12月22日。然而有报道称朝鲜利用旅游或学生签证的漏洞绕过制裁。因为该决议禁止外国政府向朝鲜公民延长或签发工作签证，但仍然允许向朝鲜人签发或将他们的工作签证转换为学生签证或旅行签证。据报道，2018年，数百名朝鲜人以实习生身份在中国工作。此外，朝鲜把自己伪装成交换生项目成员，将学生送到国外，而这些交换生在外国的大部分时间都在不同的工厂劳动。
有报道称，这些被北韩外派的劳工每天需工作16小时，此后还要接受思想教育。由于工作条件恶劣且缺乏人身自由，有些人将之称为现代的奴隶制。
2024年1月，有报道称北韩在中国的外派劳工举行暴动，致政府派遣的管理人员1死3重伤。

## 朝鲜政府回应
朝鲜政府没有完全遵守根绝贩运问题的最低标准，也没有为此做出重大行动遏制该现象。政府从未承认该国的贩卖人口问题。当局把贩运和非法越境混为一谈，受害者因违反移民法而遭到惩罚。政府的移民管制政策和集中营强迫劳动造成人口贩运问题恶化，囚犯在那里遭受非人虐待，几乎得不到食物和医疗服务。

### 起诉
朝鲜政府在2015年至2016年期间，几乎没有对人口贩运施以打击，并继续侵犯人民的迁徙自由。朝鲜政府仍然否认国内的贩运问题。关于朝鲜法律文献的资料极度稀缺。该国的《刑法》禁止非法越境；贩运者及被贩运者会因违反该条款遭到处罚。
朝鲜法律是否可以解决贩运问题仍存在争议。《朝鲜刑法》第一百五十条规定禁止诱拐、买卖或贩卖儿童。1946年《男女平等法》第七条禁止贩卖妇女。然而，朝鲜从来没有进行任何一次公平审判。目前尚不清楚朝鲜是否有法律规定（如果存在）来起诉贩运者。用于起诉贩运者和贩运受害者的法律旨在限制一切跨境移民（包括难民外流），并往往最终伤及受害者。
报告显示，朝鲜加强了国民出境限制，并且有报道称朝鲜政府对那些试图脱北和被强制遣返者施加了更严厉的惩罚。而脫北者的报告包括政府惩罚人贩子的事例；然而，非政府组织的报告表明，所谓“人贩子”可能包括活动人士或协助朝鲜人自愿进入中国的专业过境者。迄本报告发表之日，朝鲜境内没有已知的贩运人口起诉或定罪。

### 保护
朝鲜政府没有做出任何已知的试图将个人认定为被贩运人或协助被贩运人归国的行动。相反，如果受害者试图脱逃或被中国政府驱逐出境，就会受到政权的严惩。尽管当局会检查被遣返的朝鲜人是否接触韩国人和（或）韩国文化，但他们并未明确区分被贩运人和非法移民。
被中国当局驱逐出境的朝鲜人（包括大量被认为是贩运受害者的妇女）会被投入监狱，在那里她们可能遭受强迫劳动、酷刑、狱警的性虐待或其他严厉惩罚。被遣返的受害者如被怀疑怀有混血儿，可能会招致强制堕胎和杀婴；报告表明，监狱管理机构可能参与其中。政府无法保证被贩运人不会因贩运而犯下的非法行为而受到处罚。
朝鲜的内部状况促使许多朝鲜人脱逃，使他们特别容易成为人贩子的目标。朝鲜严禁公民组织非政府组织，该国也没有国际非政府组织致力于遏制人口贩运现象或帮助人口贩运受害者。朝鲜并非《关于预防、禁止和惩治贩运人口特别是妇女和儿童行为的补充议定书》的缔约方。